# Da Carrara
La famiglia da Carrara (i cui componenti sono definiti Carraresi) fu una famiglia aristocratica padovana. Originaria dell'epoca post-longobarda, crebbe d'importanza durante l'età comunale sino ad assumere il comando della signoria cittadina di Padova tra il 1318 ed il 1405.
Durante la loro signoria, la città euganea arrivò a conquistare Verona, Vicenza, Treviso, Feltre, Belluno, Bassano, Udine e Aquileia, controllando perciò, fino al 1405, gran parte del Veneto e parte del Friuli. Solo l’ultima sconfitta con Venezia impedì, di fatto, la creazione di un grande stato regionale con Padova come capitale.

## Storia

### Origini

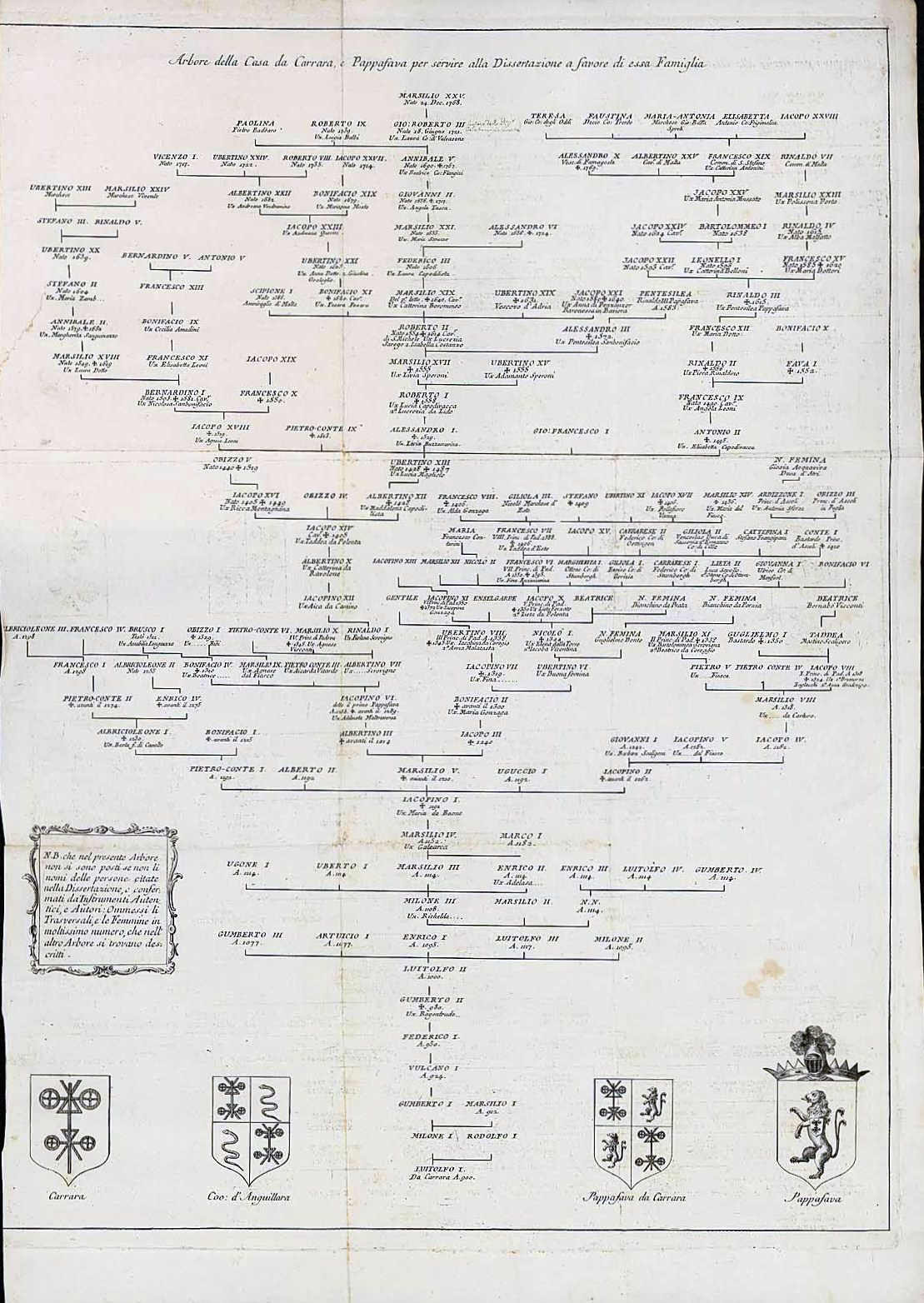
Albero genealogico delle famiglie Carraresi e Papafava (seconda metà sec. XVIII).

Sebbene ricercati per secoli, non vi sono documenti dell’epoca (IX-XIII sec.) che possano stabilire con certezza la provenienza della famiglia.
Nel corso del settecento, viene individuata l’ipotesi tradizionalmente accettata: i da Carrara dovrebbero discendere da un gruppo di arimanni di origine germanica che, sul finire del X secolo, scesero in Italia al seguito di qualche imperatore. Giunti nel comitato di Padova, ricevettero in allodio alcune proprietà distribuite nel Conselvano soprattutto ad Anguillara Veneta della quale detenevano il titolo di conti di Anguillara e in Saccisica.
Un’ipotesi più recente vuole che i da Carrara si siano mossi da Carrara (città toscana vicina a Luni), al seguito degli Obertenghi nel periodo tra la morte di Ugo II di Toscana (1001), e la restituzione dei beni da parte di Corrado II (1019) in seguito alla quale si trovarono a controllare, ed poi ad insediare, l’ampia area tra i colli Euganei ed il basso corso dell’Adige.
Il primo membro noto della famiglia, Litolfo di Gumberto (citato nel 1027 come benefattore dell'abbazia di Santo Stefano), non sembra ancora godere di diritti giurisdizionali sui suoi fondi. Ma nel corso del XII secolo una serie di circostanze favorevoli permisero ai Carraresi di mettere insieme un vero e proprio feudo, ponendo il centro del potere nel castello di Carrara San Giorgio. La famiglia godette della grande considerazione degli imperatori Enrico IV (regno dal 1056 al 1105), Federico Barbarossa (1152-1190) e soprattutto Enrico V (1105-1125), che prese i Carraresi sotto la propria protezione e conferì loro speciali privilegi. Fondamentali furono i matrimoni di Giacomino di Marsilio, vissuto nella seconda metà del XII secolo, che sposò prima Speronella Dalesmanini e quindi Maria da Baone, rappresentanti di due importanti casate della nobiltà rurale padovana.
Qualche decennio più tardi i Carraresi attraversarono un periodo di difficoltà e persero progressivamente i propri possedimenti rurali a vantaggio del nascente comune cittadino. Furono ulteriormente colpiti dalle lotte tra comuni e imperatore e dalla tragica parentesi ezzeliniana. Nel 1250, Jacopo da Carrara aveva tentato invano di resistere nel proprio castello di Agna alle milizie di Ezzelino III, di cui era un accanito rivale. Il castello fu espugnato, Jacopo fu assassinato e negli eventi che seguirono andarono perse le antiche carte di famiglia dei Carraresi. In tale periodo, la famiglia si assicurò la benevolenza della popolazione, a cui diede ospitalità nei propri castelli durante le scorrerie delle truppe ezzeliniane.
Venuti meno i diritti feudali, nel corso del Duecento i Carraresi furono costretti ad inurbarsi, mantenendo alcune delle proprietà rurali dove trascorrevano periodi di villeggiatura. Divennero ben presto una delle famiglie più importanti di Padova. Dei rami principali in cui si divise la famiglia, oltre a quello che mantenne il nome Carraresi vi furono i conti di Anguillara e i Papafava.

### Padova durante l'età comunale
Nell'epoca comunale Padova si arricchì in modo considerevole. Di tradizioni guelfe e con una diocesi particolarmente potente, l'economia cittadina trasse giovamento dall'affermazione di una nuova classe di artigiani e banchieri, nonché dal fiorente commercio che ne derivò. Il grande inurbamento dovuto alle crisi del XIII secolo, legate soprattutto al periodo degli Ezzelini, accrebbe sensibilmente la popolazione cittadina e venne consolidata la cinta muraria. Negli anni seguenti il comune riprese vigore e divenne uno dei più importanti d'Italia anche sotto il profilo culturale, soprattutto con lo sviluppo dell'Università di Padova. Si vennero però a creare conflitti interni tra le nuove classi sociali arricchitesi e la vecchia nobiltà, da tempo spaccatasi nelle fazioni della maggioranza guelfa e della minoranza ghibellina, anch'esse in lotta tra loro.

### Eventi che portarono i Carraresi alla guida di Padova
L'influenza di Padova sul territorio circostante comprendeva all'inizio del XIV secolo il controllo di importanti città quali Vicenza, Bassano e Rovigo, l'alleanza con il Patriarcato di Aquileia e gli Estensi nonché la collaborazione con Venezia. Una svolta importante per le sorti cittadine fu la calata in Italia del re di Germania Enrico VII di Lussemburgo nel 1310, ansioso di restaurare il potere imperiale in Italia, scemato dopo la morte di Federico II di Svevia nel 1250. Il sovrano iniziò una campagna militare contro le città che si rifiutavano di assoggettarsi; la guelfa Padova non si sottomise ad Enrico VII ma riuscì ad evitare lo scontro; Enrico VII comunque la punì favorendo l'occupazione di Vicenza da parte del ghibellino Cangrande della Scala, signore di Verona. Questi fece deviare le acque del Bacchiglione per indebolire Padova, che preferì evitare lo scontro con Enrico VII, eletto in quel periodo Imperatore del Sacro Romano Impero a Roma.
Grazie alla diplomazia padovana guidata da Albertino Mussato, la situazione fu ricomposta ma la successiva nomina di Cangrande a vicario imperiale di Vicenza e le mire che questi aveva su Padova fecero precipitare gli avvenimenti: nel 1312 il Consiglio cittadino dichiarò guerra a Verona. Le stragi e le devastazioni che ne seguirono conobbero una tregua nel 1313 con la morte di Enrico VII, che era stato impegnato in un conflitto analogo in Toscana. La guerra con Verona aveva ridato vigore alle lotte tra le varie fazioni padovane e la grave situazione creatasi portò alla istituzione di un Consiglio cittadino straordinario egemonizzato da un'oligarchia delle famiglie arricchitesi con i commerci e l'usura, che aveva poteri maggiori rispetto al normale Consiglio comunale.
Nel 1314, il Consiglio degli otto sapienti, nominato dal Consiglio straordinario per governare Padova, decretò l'espulsione di dodici ghibellini legati ai Carraresi. Tale decreto sollevò lo sdegno della famiglia; Niccolò da Carrara e Obizzo dei Carraresi Papafava guidarono la rivolta popolare e furono distrutte le famiglie degli usurai dei Ronchi e degli Alticlini, che da anni commettevano ogni sorta di soprusi e che avevano ispirato l'espulsione dei ghibellini. Il giorno successivo un'assemblea cittadina affidò il governo a un nuovo Consiglio formato da diciotto anziani e fu ripresa la guerra con Verona. Fu in questo periodo che, dopo l'ennesima deviazione delle acque del Bacchiglione da parte dei vicentini/veronesi, i padovani costruirono il canale Brentella, che tuttora immette nell'alveo del Bacchiglione le acque del Brenta. Durante un tentativo di riprendere Vicenza, l'esercito padovano fu messo in fuga e tra i catturati vi furono Marsilio e Giacomo da Carrara e Albertino Mussato. Per negoziare la pace, Cangrande inviò a Padova Giacomo da Carrara (detto anche Jacopo), che convinse il Consiglio comunale ad accettare le condizioni dello Scaligero e vide aumentare il proprio prestigio.
La fine delle ostilità vide rifiorire l'economia stroncata dalle molte battaglie, ma i reciproci sospetti tra le città legate ai guelfi e quelle legate ai ghibellini fecero in breve riprendere le guerre. Un nuovo attacco a Vicenza nel 1318 di truppe organizzate dai padovani fu respinto e la reazione scaligera vide la devastazione di molte città della Bassa Padovana. Con l'esercito veronese accampato alle porte della città, Giacomo condusse nuovamente i negoziati di pace, con cui Padova si impegnò a cedere agli Scaligeri il controllo di Este, Monselice, Montagnana e Castelbaldo, nonché a permettere il ritorno in città dei ghibellini esiliati. Il Carrarese in tal modo si assicurò i favori dei ghibellini, tra i quali vi erano i suoi parenti Niccolò, Marsilio e Obizzo. A tali eventi seguì un periodo di violenze da parte dei ghibellini rientrati, che si vendicarono dei torti subiti costringendo molti guelfi a lasciare la città e Giacomo da Carrara ad un difficile ruolo di mediatore. Nel caos che regnava, il pisano Obizzo degli Obizzi rinunciò ad assumere la carica di capitano della guerra (dittatore militare).

### Signoria di Padova

#### Giacomo I Signore di Padova
La situazione era grave al punto che il Consiglio comunale non fu più in grado di gestirla e si decise ad affidare le sorti di governo ad uno solo tra i cittadini più influenti, che fosse in grado di riportare l'armonia tra le fazioni in lotta. La scelta cadde sul ricco guelfo Giacomo da Carrara, che aveva dimostrato eccellenti doti negli affari, in politica, in ambito militare e diplomatico; era inoltre ben accetto dai ghibellini e dal popolo in generale, ed aveva sposato Anna, figlia del potente doge veneziano Pietro Gradenigo. Il discorso del 24 luglio 1318 con cui si rendeva nota la scelta alla cittadinanza fu affidato al celebre giurista Rolando da Piazzola, al termine del quale i padovani acclamarono Giacomo "capitano di governo". Al nuovo signore di Padova venivano affidati pieni poteri e venivano dichiarati suoi subalterni tutti i precedenti governanti, compreso il podestà, i capi delle forze armate e gli addetti all'amministrazione, lasciando alla sua discrezione la loro sostituzione.
Padova fu l'ultima delle grandi città del nord Italia a conservare le libertà democratiche proprie dell'epoca comunale ma, a differenza di quanto accadde in molti altri comuni, non le perse per l'affermazione dispotica del nuovo sovrano ma per acclamazione popolare. In seguito, Giacomo I da Carrara sarebbe diventato vicario imperiale con la carica di signore della città.
L'elezione di Giacomo non placò l'ambizione di Cangrande, che ben presto riprese i suoi attacchi coadiuvato dagli Estensi e dalle truppe imperiali guidate da Enrico II di Gorizia, che governava Treviso per conto del duca d'Austria e pretendente al trono imperiale Federico I d'Asburgo. Con la città sull'orlo della capitolazione e privata del supporto degli alleati, Giacomo ne affidò la difesa a Enrico II, facendo atto di sottomissione al duca d'Austria che però inviò come vicario imperiale Ulderico di Valse (Walsee o Wallsee). Questi giunse a Padova e costrinse Cangrande ad una tregua, ricevendo i poteri ed il confalone del popolo da Giacomo.
In questa fase diedero manforte ai veronesi i padovani esiliati e si crearono nuove lotte tra le maggiori famiglie padovane. Un nuovo assalto notturno fu sventato dal ghibellino Niccolò da Carrara, che rese inoffensivi i veronesi infiltrati in città. Il successivo assedio fu nuovamente respinto dai padovani con l'aiuto dei tedeschi giunti con Enrico II e Ulderico. Cangrande fu ferito e costretto a riparare a Monselice. La vittoria diede respiro ai padovani, che si riorganizzarono sotto la guida di Ulderico. Nel 1321 Ulderico tornò in Germania e Federico I lo sostituì con Enrico di Carinzia e Tirolo, che ebbe grandi problemi a sottomettere i fuoriusciti padovani.

#### Altri Carraresi Signori di Padova
Nel 1324 morì Giacomo da Carrara dopo aver eletto a proprio successore il nipote Marsilio. Quest'ultimo fu comunque subordinato inizialmente agli Asburgo, che continuarono ad esercitare il potere con Enrico di Carinzia e Tirolo fino al 1328.
I da Carrara avrebbero conservato il controllo su Padova fino al 1405, con la parentesi Scaligera 1328-1338 e Viscontea 1388-1390. Tra i giuristi di cui si avvalsero nel governo cittadino vi fu il celebre Raniero Arsendi, noto come "il monarca delle leggi". Il signore di Padova Marsilietto Papafava da Carrara faceva parte del ramo della famiglia chiamato Papafava.
Dalla famiglia prese nome il Carrarese, un pezzo d'argento da 4 soldi di lira padovana emesso da Francesco I (1355-1388). Intorno al 1390 i Carraresi sostennero delle lotte con il marchese Alberto V d'Este.

### Fine della signoria Carrarese
Nel 1405 Giacomo III, figlio dell'ultimo Signore di Padova Francesco Novello, cadde prigioniero dei veneziani. Secondo la storiografia ufficiale un'epidemia di peste a Padova lo costrinse alla resa; Francesco Novello e l'altro figlio Francesco III si consegnarono ai veneziani e successivamente i tre Carraresi vennero strangolati in carcere.
Nel 1435 Marsilio, il terzo e unico figlio di Francesco Novello rimasto in vita, tentò di riprendere il controllo di Padova ma fu catturato e decapitato in Piazza San Marco.
Ancora oggi sopravvivono rami cadetti e collaterali.

## Componenti
- Gumberto I (m. av. 970)
- Gumberto II (m. av. 1027)

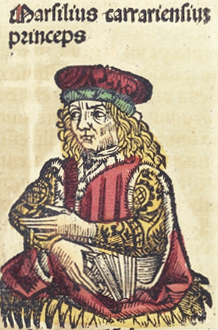
Marsilio da Carrara

- Litolfo da Carrara, fonda l'abbazia di Santo Stefano a Carrara nel 1027, m. av 1068.
- Artiuccio, donazione all'Abbazia nel 1068
- Gumberto, donazione all'Abbazia nel 1077
- Marsilio, donazione all'Abbazia nel 1109
- Marsilio (m. av 1210)
- Jacopino (m. av 1262)
- Niccolò (n. 1282, m. 1344)
- Jacopo I, primo Signore di Padova, dal 25 luglio 1318 al 4 novembre 1319. Mantenne poi il controllo della città ma fece affidare nominalmente la Signoria prima a Enrico II di Gorizia e nel 1321 a Enrico di Carinzia e Tirolo; m. 22 novembre 1324

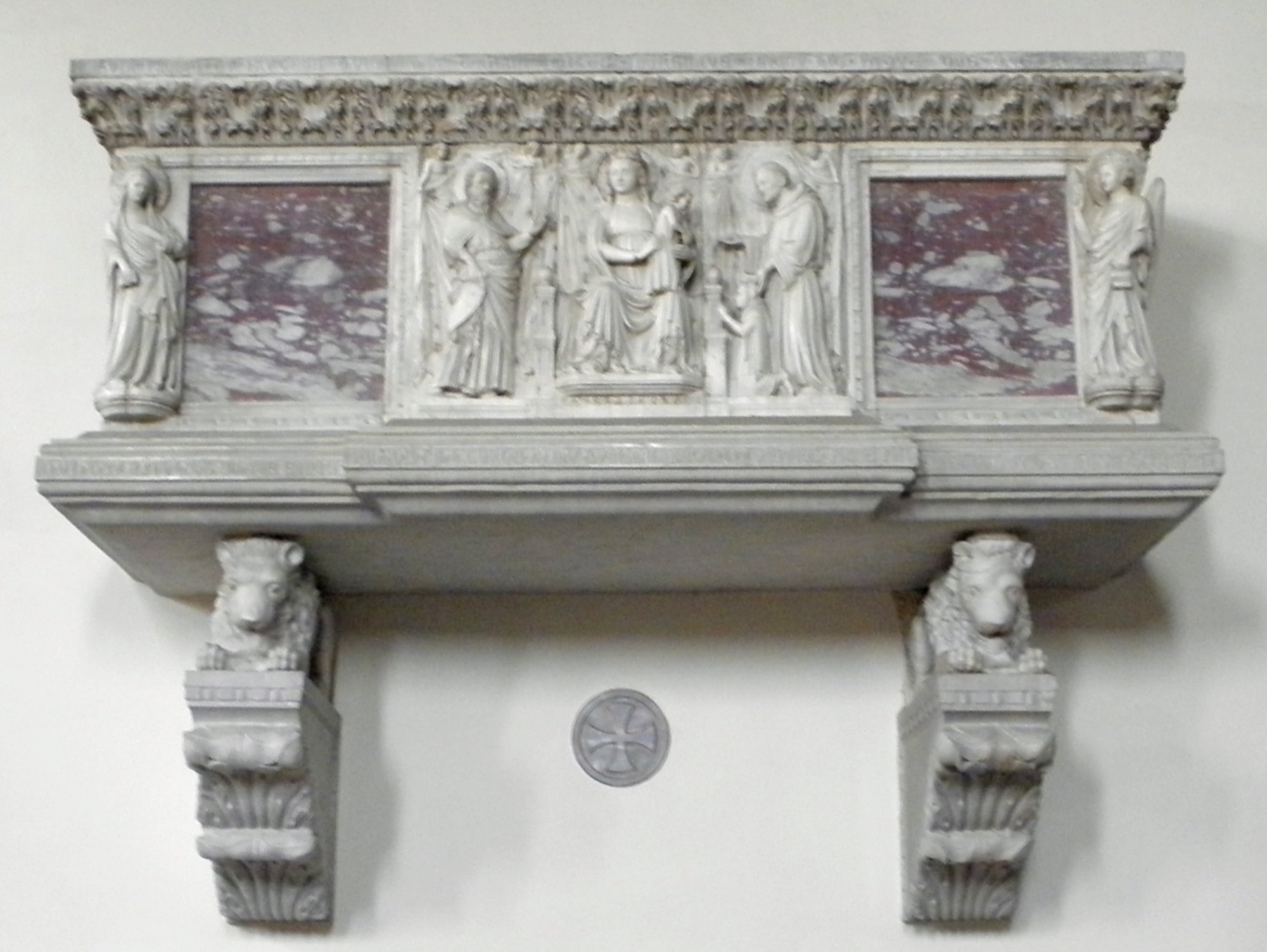
Il sepolcro di Marsilio, interno della chiesa di Santo Stefano primo martire, già parte dell'abbazia benedettina di Santo Stefano di Carrara.

- Marsilio, Signore di Padova effettivo dal 1324 al 1328, anche se nominalmente la Signoria fu affidata a Enrico di Carinzia e Tirolo. Ceduta la signoria a Cangrande I della Scala nel 1328, rimase al potere come vicario dello scaligero fino al 1337, tornando signore di Padova nel suo ultimo anno di vita sotto la protezione di Venezia e Firenze; m. 21 marzo 1338, sepolto all'Abbazia di Santo Stefano a Carrara.
- Ubertino I, Signore di Padova dal 1338 al 1345; m. 29 marzo 1345
- Marsilietto Papafava, Signore di Padova dal marzo al maggio 1345; m. 6 maggio 1345
- Jacopo II, Signore di Padova dal 1345 al 1350; m. 19 dicembre 1350
- Jacopino, Signore di Padova dal 1350 al 1355 con Francesco I, m. 1372 in carcere
- Francesco I, Signore di Padova dal 1350 al 1388, m. prigioniero a Monza 6 ottobre 1393
- Francesco Novello Signore di Padova dal giugno 1388 al febbraio 1389 e dal settembre 1390 al novembre 1405, m. prigioniero a Venezia 19 gennaio 1406) e fine della signoria dei Carraresi
- Conte (m. tra il 1421 ed il 1422), figlio naturale di Francesco e signore di Ascoli
- Francesco III (m. 1406) (primogenito di Francesco Novello)
- Jacopo (m. 1406)
- Marsilio (m. 1435)

## Testimonianze
Nel loro borgo natìo, i Carraresi possedevano un castello di cui oggi non rimane traccia. Nel 1027 fondarono la splendida Abbazia di Santo Stefano a Carrara, di cui oggi rimane solo la chiesa. Arrivarono a conquistare diverse città e borghi veneti alternando alleanze con altre potenze regionali, su tutte la Serenissima e gli Scaligeri di Verona. Molte fortificazioni devono ai Carraresi la propria esistenza, come il castello di Valbona a Lozzo Atestino (in provincia di Padova) mentre altre, come la torre civica di Camposampiero, le porte della cinta murata di Cittadella e altre ancora, conservano al loro esterno affreschi recanti lo stemma carrarese, un carro rosso su campo bianco. Si diffuse inoltre da parte della famiglia l'ornamento esterno dei propri manieri con tali colori.
Nella città di Padova commissionarono la costruzione del proprio palazzo, la Reggia Carrarese, della quale rimangono la Loggia dei Carraresi (oggi sede dell'Accademia Galileiana di Scienze, Lettere ed Arti) e, nel piano superiore, la cappella privata la cui decorazione venne affidata a Guariento di Arpo. Della decorazione rimangono poche tracce dopo che, alla fine del Settecento, gli accademici demolirono una parete allo scopo di aumentare le dimensioni della sala delle adunanze.
Restano alcune tavole con schiere angeliche che ornavano uno spazio tra le pareti e il soffitto e che oggi si trovano al Museo Civico Eremitani di Padova e alcuni lacerti di affreschi.
Il Castello di Padova, di origine medievale e già rafforzato dal tiranno Ezzelino III da Romano, conserva manufatti e affreschi dell'epoca carrarese: la famiglia lo utilizzò durante il periodo della Signoria e fece costruire un traghetto sopraelevato che congiungeva la reggia alle mura e, attraverso queste, al castello vero e proprio.
Il ramo cadetto Carrarese dei Papafava ottenne l'ascrizione al patriziato veneziano ed è ancor oggi esistente.

## Stemma

Stemma antico
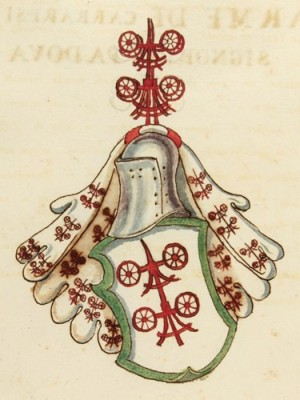
Stemma di Giacomo I
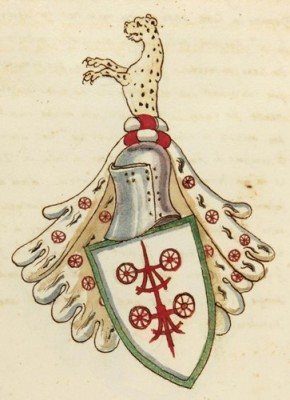
Stemma di Marsilio
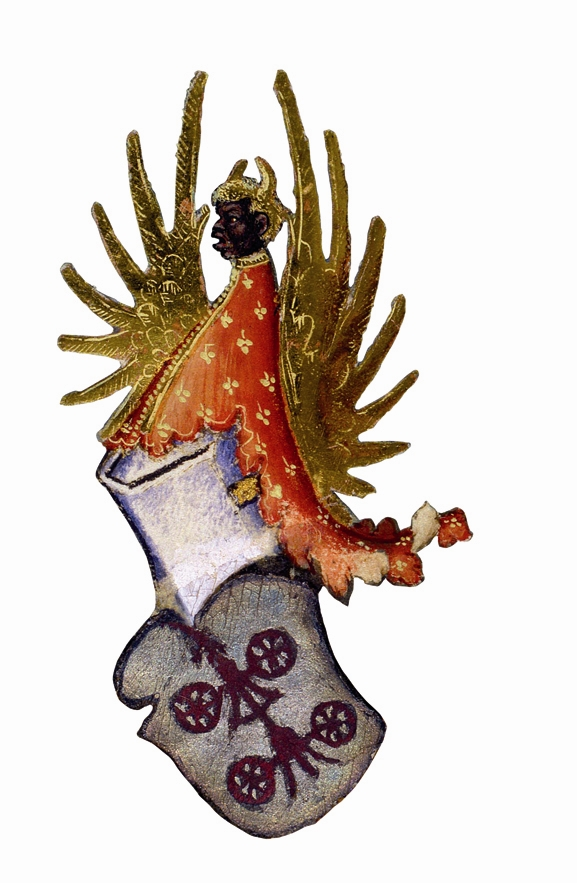
Stemma dei Carraresi sovrastato dal cimiero di Francesco il Vecchio, ossia il saraceno cornuto d'oro, con ali d'oro e bardato di rosso e oro

## Genealogia dal XII secolo
|                                                              |                                                              |                                                              |                                                              |                                                              |                                                              |  |  |                                          |                                          |                                          |                                          |                                          |                                          |  |  |                                                     |                                                     |                                                     |                                                     |                                                     |                                                     |  |  |                            |                            |                            |                            |                            |                            |  |  |                                                                          |                                                                          |                                                                          |                                                                          |                                                                          |                                                                          |  |  |                                            |                                            |                                            |                                            |                                                        |                                                        |                                                        |                                                        |                                                         |                                                         |                                                         |                                                         |                                                         |                                                         |           |           |                                                             |                                                             |                                                             |                                                             |                                                             |                                                             |          |          |                                       |                                       | Giacomino (XII secolo)                                                  |                                                                         |                                                                         |                                                                         |                                                                         |                                                                         |                              |                              |                                         |                                         |                                         |                                         |                                         |                                         |                           |                           |                                          |                                          |                                          |                                          |                                          |                                          |  |  |  |  |  |  |  |  |  |  |  |  |  |  |  |  |  |  |  |  |  |  |  |  |  |  |
|                                                              |                                                              |                                                              |                                                              |                                                              |                                                              |  |  |                                          |                                          |                                          |                                          |                                          |                                          |  |  |                                                     |                                                     |                                                     |                                                     |                                                     |                                                     |  |  |                            |                            |                            |                            |                            |                            |  |  |                                                                          |                                                                          |                                                                          |                                                                          |                                                                          |                                                                          |  |  |                                            |                                            |                                            |                                            |                                                        |                                                        |                                                        |                                                        |                                                         |                                                         |                                                         |                                                         |                                                         |                                                         |           |           |                                                             |                                                             |                                                             |                                                             |                                                             |                                                             |          |          |                                       |                                       |                                                                         |                                                                         |                                                                         |                                                                         |                                                                         |                                                                         |                              |                              |                                         |                                         |                                         |                                         |                                         |                                         |                           |                           |                                          |                                          |                                          |                                          |                                          |                                          |  |  |  |  |  |  |  |  |  |  |  |  |  |  |  |  |  |  |  |  |  |  |  |  |  |  |
|                                                              |                                                              |                                                              |                                                              |                                                              |                                                              |  |  |                                          |                                          |                                          |                                          |                                          |                                          |  |  |                                                     |                                                     |                                                     |                                                     |                                                     |                                                     |  |  |                            |                            |                            |                            |                            |                            |  |  |                                                                          |                                                                          |                                                                          |                                                                          |                                                                          |                                                                          |  |  |                                            |                                            |                                            |                                            |                                                        |                                                        |                                                        |                                                        |                                                         |                                                         |                                                         |                                                         |                                                         |                                                         |           |           |                                                             |                                                             |                                                             |                                                             |                                                             |                                                             |          |          |                                       |                                       |                                                                         |                                                                         |                                                                         |                                                                         |                                                                         |                                                                         |                              |                              |                                         |                                         |                                         |                                         |                                         |                                         |                           |                           |                                          |                                          |                                          |                                          |                                          |                                          |  |  |  |  |  |  |  |  |  |  |  |  |  |  |  |  |  |  |  |  |  |  |  |  |  |  |
|                                                              |                                                              |                                                              |                                                              |                                                              |                                                              |  |  |                                          |                                          |                                          |                                          |                                          |                                          |  |  |                                                     |                                                     |                                                     |                                                     |                                                     |                                                     |  |  |                            |                            |                            |                            |                            |                            |  |  |                                                                          |                                                                          |                                                                          |                                                                          |                                                                          |                                                                          |  |  |                                            |                                            |                                            |                                            |                                                        |                                                        |                                                        |                                                        |                                                         |                                                         |                                                         |                                                         |                                                         |                                                         |           |           |                                                             |                                                             | Marsilio                                                    | Marsilio                                                    | Marsilio                                                    | Marsilio                                                    | Marsilio | Marsilio |                                       |                                       |                                                                         |                                                                         |                                                                         |                                                                         |                                                                         |                                                                         |                              |                              | Giacomino                               | Giacomino                               | Giacomino                               | Giacomino                               | Giacomino                               | Giacomino                               |                           |                           |                                          |                                          |                                          |                                          |                                          |                                          |  |  |  |  |  |  |  |  |  |  |  |  |  |  |  |  |  |  |  |  |  |  |  |  |  |  |
|                                                              |                                                              |                                                              |                                                              |                                                              |                                                              |  |  |                                          |                                          |                                          |                                          |                                          |                                          |  |  |                                                     |                                                     |                                                     |                                                     |                                                     |                                                     |  |  |                            |                            |                            |                            |                            |                            |  |  |                                                                          |                                                                          |                                                                          |                                                                          |                                                                          |                                                                          |  |  |                                            |                                            |                                            |                                            |                                                        |                                                        |                                                        |                                                        |                                                         |                                                         |                                                         |                                                         |                                                         |                                                         |           |           |                                                             |                                                             | Marsilio                                                    | Marsilio                                                    | Marsilio                                                    | Marsilio                                                    | Marsilio | Marsilio |                                       |                                       |                                                                         |                                                                         |                                                                         |                                                                         |                                                                         |                                                                         |                              |                              | Giacomino                               | Giacomino                               | Giacomino                               | Giacomino                               | Giacomino                               | Giacomino                               |                           |                           |                                          |                                          |                                          |                                          |                                          |                                          |  |  |  |  |  |  |  |  |  |  |  |  |  |  |  |  |  |  |  |  |  |  |  |  |  |  |
|                                                              |                                                              |                                                              |                                                              |                                                              |                                                              |  |  |                                          |                                          |                                          |                                          |                                          |                                          |  |  |                                                     |                                                     |                                                     |                                                     |                                                     |                                                     |  |  |                            |                            |                            |                            |                            |                            |  |  |                                                                          |                                                                          |                                                                          |                                                                          |                                                                          |                                                                          |  |  |                                            |                                            |                                            |                                            |                                                        |                                                        |                                                        |                                                        |                                                         |                                                         |                                                         |                                                         |                                                         |                                                         |           |           |                                                             |                                                             |                                                             |                                                             |                                                             |                                                             |          |          |                                       |                                       |                                                                         |                                                                         |                                                                         |                                                                         |                                                                         |                                                                         |                              |                              |                                         |                                         |                                         |                                         |                                         |                                         |                           |                           |                                          |                                          |                                          |                                          |                                          |                                          |  |  |  |  |  |  |  |  |  |  |  |  |  |  |  |  |  |  |  |  |  |  |  |  |  |  |
|                                                              |                                                              |                                                              |                                                              |                                                              |                                                              |  |  |                                          |                                          |                                          |                                          |                                          |                                          |  |  |                                                     |                                                     |                                                     |                                                     |                                                     |                                                     |  |  |                            |                            |                            |                            |                            |                            |  |  |                                                                          |                                                                          |                                                                          |                                                                          |                                                                          |                                                                          |  |  |                                            |                                            |                                            |                                            |                                                        |                                                        |                                                        |                                                        |                                                         |                                                         | Giacomo                                                 | Giacomo                                                 | Giacomo                                                 | Giacomo                                                 | Giacomo   | Giacomo   |                                                             |                                                             |                                                             |                                                             |                                                             |                                                             |          |          |                                       |                                       | Albertino                                                               | Albertino                                                               | Albertino                                                               | Albertino                                                               | Albertino                                                               | Albertino                                                               |                              |                              | Giacomo                                 | Giacomo                                 | Giacomo                                 | Giacomo                                 | Giacomo                                 | Giacomo                                 |                           |                           |                                          |                                          |                                          |                                          |                                          |                                          |  |  |  |  |  |  |  |  |  |  |  |  |  |  |  |  |  |  |  |  |  |  |  |  |  |  |
|                                                              |                                                              |                                                              |                                                              |                                                              |                                                              |  |  |                                          |                                          |                                          |                                          |                                          |                                          |  |  |                                                     |                                                     |                                                     |                                                     |                                                     |                                                     |  |  |                            |                            |                            |                            |                            |                            |  |  |                                                                          |                                                                          |                                                                          |                                                                          |                                                                          |                                                                          |  |  |                                            |                                            |                                            |                                            |                                                        |                                                        |                                                        |                                                        |                                                         |                                                         | Giacomo                                                 | Giacomo                                                 | Giacomo                                                 | Giacomo                                                 | Giacomo   | Giacomo   |                                                             |                                                             |                                                             |                                                             |                                                             |                                                             |          |          |                                       |                                       | Albertino                                                               | Albertino                                                               | Albertino                                                               | Albertino                                                               | Albertino                                                               | Albertino                                                               |                              |                              | Giacomo                                 | Giacomo                                 | Giacomo                                 | Giacomo                                 | Giacomo                                 | Giacomo                                 |                           |                           |                                          |                                          |                                          |                                          |                                          |                                          |  |  |  |  |  |  |  |  |  |  |  |  |  |  |  |  |  |  |  |  |  |  |  |  |  |  |
|                                                              |                                                              |                                                              |                                                              |                                                              |                                                              |  |  |                                          |                                          |                                          |                                          |                                          |                                          |  |  |                                                     |                                                     |                                                     |                                                     |                                                     |                                                     |  |  |                            |                            |                            |                            |                            |                            |  |  |                                                                          |                                                                          |                                                                          |                                                                          |                                                                          |                                                                          |  |  |                                            |                                            |                                            |                                            |                                                        |                                                        |                                                        |                                                        |                                                         |                                                         | Bonifacio                                               | Bonifacio                                               | Bonifacio                                               | Bonifacio                                               | Bonifacio | Bonifacio |                                                             |                                                             |                                                             |                                                             |                                                             |                                                             |          |          |                                       |                                       | Giacomino "Papafava"                                                    | Giacomino "Papafava"                                                    | Giacomino "Papafava"                                                    | Giacomino "Papafava"                                                    | Giacomino "Papafava"                                                    | Giacomino "Papafava"                                                    |                              |                              | Marsilio                                | Marsilio                                | Marsilio                                | Marsilio                                | Marsilio                                | Marsilio                                |                           |                           |                                          |                                          |                                          |                                          |                                          |                                          |  |  |  |  |  |  |  |  |  |  |  |  |  |  |  |  |  |  |  |  |  |  |  |  |  |  |
|                                                              |                                                              |                                                              |                                                              |                                                              |                                                              |  |  |                                          |                                          |                                          |                                          |                                          |                                          |  |  |                                                     |                                                     |                                                     |                                                     |                                                     |                                                     |  |  |                            |                            |                            |                            |                            |                            |  |  |                                                                          |                                                                          |                                                                          |                                                                          |                                                                          |                                                                          |  |  |                                            |                                            |                                            |                                            |                                                        |                                                        |                                                        |                                                        |                                                         |                                                         | Bonifacio                                               | Bonifacio                                               | Bonifacio                                               | Bonifacio                                               | Bonifacio | Bonifacio |                                                             |                                                             |                                                             |                                                             |                                                             |                                                             |          |          |                                       |                                       | Giacomino "Papafava"                                                    | Giacomino "Papafava"                                                    | Giacomino "Papafava"                                                    | Giacomino "Papafava"                                                    | Giacomino "Papafava"                                                    | Giacomino "Papafava"                                                    |                              |                              | Marsilio                                | Marsilio                                | Marsilio                                | Marsilio                                | Marsilio                                | Marsilio                                |                           |                           |                                          |                                          |                                          |                                          |                                          |                                          |  |  |  |  |  |  |  |  |  |  |  |  |  |  |  |  |  |  |  |  |  |  |  |  |  |  |
|                                                              |                                                              |                                                              |                                                              |                                                              |                                                              |  |  |                                          |                                          |                                          |                                          |                                          |                                          |  |  |                                                     |                                                     |                                                     |                                                     |                                                     |                                                     |  |  |                            |                            |                            |                            |                            |                            |  |  |                                                                          |                                                                          |                                                                          |                                                                          |                                                                          |                                                                          |  |  |                                            |                                            |                                            |                                            |                                                        |                                                        |                                                        |                                                        |                                                         |                                                         |                                                         |                                                         |                                                         |                                                         |           |           |                                                             |                                                             |                                                             |                                                             |                                                             |                                                             |          |          |                                       |                                       |                                                                         |                                                                         |                                                                         |                                                                         |                                                                         |                                                                         |                              |                              |                                         |                                         |                                         |                                         |                                         |                                         |                           |                           |                                          |                                          |                                          |                                          |                                          |                                          |  |  |  |  |  |  |  |  |  |  |  |  |  |  |  |  |  |  |  |  |  |  |  |  |  |  |
|                                                              |                                                              |                                                              |                                                              |                                                              |                                                              |  |  |                                          |                                          |                                          |                                          |                                          |                                          |  |  |                                                     |                                                     |                                                     |                                                     |                                                     |                                                     |  |  |                            |                            |                            |                            |                            |                            |  |  |                                                                          |                                                                          |                                                                          |                                                                          |                                                                          |                                                                          |  |  |                                            |                                            |                                            |                                            | Ubertino il Vecchio                                    | Ubertino il Vecchio                                    | Ubertino il Vecchio                                    | Ubertino il Vecchio                                    | Ubertino il Vecchio                                     | Ubertino il Vecchio                                     |                                                         |                                                         |                                                         |                                                         |           |           | Giacomino                                                   | Giacomino                                                   | Giacomino                                                   | Giacomino                                                   | Giacomino                                                   | Giacomino                                                   |          |          |                                       |                                       | Albertino "Papafava"                                                    | Albertino "Papafava"                                                    | Albertino "Papafava"                                                    | Albertino "Papafava"                                                    | Albertino "Papafava"                                                    | Albertino "Papafava"                                                    |                              |                              | Giacomo I (1264 - 1324) da ? di Carturo | Giacomo I (1264 - 1324) da ? di Carturo | Giacomo I (1264 - 1324) da ? di Carturo | Giacomo I (1264 - 1324) da ? di Carturo | Giacomo I (1264 - 1324) da ? di Carturo | Giacomo I (1264 - 1324) da ? di Carturo |                           |                           | Pietro "Perenzano"                       | Pietro "Perenzano"                       | Pietro "Perenzano"                       | Pietro "Perenzano"                       | Pietro "Perenzano"                       | Pietro "Perenzano"                       |  |  |  |  |  |  |  |  |  |  |  |  |  |  |  |  |  |  |  |  |  |  |  |  |  |  |
|                                                              |                                                              |                                                              |                                                              |                                                              |                                                              |  |  |                                          |                                          |                                          |                                          |                                          |                                          |  |  |                                                     |                                                     |                                                     |                                                     |                                                     |                                                     |  |  |                            |                            |                            |                            |                            |                            |  |  |                                                                          |                                                                          |                                                                          |                                                                          |                                                                          |                                                                          |  |  |                                            |                                            |                                            |                                            | Ubertino il Vecchio                                    | Ubertino il Vecchio                                    | Ubertino il Vecchio                                    | Ubertino il Vecchio                                    | Ubertino il Vecchio                                     | Ubertino il Vecchio                                     |                                                         |                                                         |                                                         |                                                         |           |           | Giacomino                                                   | Giacomino                                                   | Giacomino                                                   | Giacomino                                                   | Giacomino                                                   | Giacomino                                                   |          |          |                                       |                                       | Albertino "Papafava"                                                    | Albertino "Papafava"                                                    | Albertino "Papafava"                                                    | Albertino "Papafava"                                                    | Albertino "Papafava"                                                    | Albertino "Papafava"                                                    |                              |                              | Giacomo I (1264 - 1324) da ? di Carturo | Giacomo I (1264 - 1324) da ? di Carturo | Giacomo I (1264 - 1324) da ? di Carturo | Giacomo I (1264 - 1324) da ? di Carturo | Giacomo I (1264 - 1324) da ? di Carturo | Giacomo I (1264 - 1324) da ? di Carturo |                           |                           | Pietro "Perenzano"                       | Pietro "Perenzano"                       | Pietro "Perenzano"                       | Pietro "Perenzano"                       | Pietro "Perenzano"                       | Pietro "Perenzano"                       |  |  |  |  |  |  |  |  |  |  |  |  |  |  |  |  |  |  |  |  |  |  |  |  |  |  |
|                                                              |                                                              |                                                              |                                                              |                                                              |                                                              |  |  |                                          |                                          |                                          |                                          |                                          |                                          |  |  |                                                     |                                                     |                                                     |                                                     |                                                     |                                                     |  |  |                            |                            |                            |                            |                            |                            |  |  |                                                                          |                                                                          |                                                                          |                                                                          |                                                                          |                                                                          |  |  |                                            |                                            |                                            |                                            | Nicolò (seconda metà del Duecento - 1344) da Iselgarda | Nicolò (seconda metà del Duecento - 1344) da Iselgarda | Nicolò (seconda metà del Duecento - 1344) da Iselgarda | Nicolò (seconda metà del Duecento - 1344) da Iselgarda | Nicolò (seconda metà del Duecento - 1344) da Iselgarda  | Nicolò (seconda metà del Duecento - 1344) da Iselgarda  |                                                         |                                                         |                                                         |                                                         |           |           | Ubertino Novello (fine del Duecento - 1345) da Fina Fieschi | Ubertino Novello (fine del Duecento - 1345) da Fina Fieschi | Ubertino Novello (fine del Duecento - 1345) da Fina Fieschi | Ubertino Novello (fine del Duecento - 1345) da Fina Fieschi | Ubertino Novello (fine del Duecento - 1345) da Fina Fieschi | Ubertino Novello (fine del Duecento - 1345) da Fina Fieschi |          |          |                                       |                                       | Marsilietto "Papafava" (fine del Duecento - 1345) da Adelaide Scrovegni | Marsilietto "Papafava" (fine del Duecento - 1345) da Adelaide Scrovegni | Marsilietto "Papafava" (fine del Duecento - 1345) da Adelaide Scrovegni | Marsilietto "Papafava" (fine del Duecento - 1345) da Adelaide Scrovegni | Marsilietto "Papafava" (fine del Duecento - 1345) da Adelaide Scrovegni | Marsilietto "Papafava" (fine del Duecento - 1345) da Adelaide Scrovegni |                              |                              |                                         |                                         |                                         |                                         |                                         |                                         |                           |                           | Marsilio (1294 - 1338) da Emidia Fieschi | Marsilio (1294 - 1338) da Emidia Fieschi | Marsilio (1294 - 1338) da Emidia Fieschi | Marsilio (1294 - 1338) da Emidia Fieschi | Marsilio (1294 - 1338) da Emidia Fieschi | Marsilio (1294 - 1338) da Emidia Fieschi |  |  |  |  |  |  |  |  |  |  |  |  |  |  |  |  |  |  |  |  |  |  |  |  |  |  |
|                                                              |                                                              |                                                              |                                                              |                                                              |                                                              |  |  |                                          |                                          |                                          |                                          |                                          |                                          |  |  |                                                     |                                                     |                                                     |                                                     |                                                     |                                                     |  |  |                            |                            |                            |                            |                            |                            |  |  |                                                                          |                                                                          |                                                                          |                                                                          |                                                                          |                                                                          |  |  |                                            |                                            |                                            |                                            | Nicolò (seconda metà del Duecento - 1344) da Iselgarda | Nicolò (seconda metà del Duecento - 1344) da Iselgarda | Nicolò (seconda metà del Duecento - 1344) da Iselgarda | Nicolò (seconda metà del Duecento - 1344) da Iselgarda | Nicolò (seconda metà del Duecento - 1344) da Iselgarda  | Nicolò (seconda metà del Duecento - 1344) da Iselgarda  |                                                         |                                                         |                                                         |                                                         |           |           | Ubertino Novello (fine del Duecento - 1345) da Fina Fieschi | Ubertino Novello (fine del Duecento - 1345) da Fina Fieschi | Ubertino Novello (fine del Duecento - 1345) da Fina Fieschi | Ubertino Novello (fine del Duecento - 1345) da Fina Fieschi | Ubertino Novello (fine del Duecento - 1345) da Fina Fieschi | Ubertino Novello (fine del Duecento - 1345) da Fina Fieschi |          |          |                                       |                                       | Marsilietto "Papafava" (fine del Duecento - 1345) da Adelaide Scrovegni | Marsilietto "Papafava" (fine del Duecento - 1345) da Adelaide Scrovegni | Marsilietto "Papafava" (fine del Duecento - 1345) da Adelaide Scrovegni | Marsilietto "Papafava" (fine del Duecento - 1345) da Adelaide Scrovegni | Marsilietto "Papafava" (fine del Duecento - 1345) da Adelaide Scrovegni | Marsilietto "Papafava" (fine del Duecento - 1345) da Adelaide Scrovegni |                              |                              |                                         |                                         |                                         |                                         |                                         |                                         |                           |                           | Marsilio (1294 - 1338) da Emidia Fieschi | Marsilio (1294 - 1338) da Emidia Fieschi | Marsilio (1294 - 1338) da Emidia Fieschi | Marsilio (1294 - 1338) da Emidia Fieschi | Marsilio (1294 - 1338) da Emidia Fieschi | Marsilio (1294 - 1338) da Emidia Fieschi |  |  |  |  |  |  |  |  |  |  |  |  |  |  |  |  |  |  |  |  |  |  |  |  |  |  |
|                                                              |                                                              |                                                              |                                                              |                                                              |                                                              |  |  |                                          |                                          |                                          |                                          |                                          |                                          |  |  |                                                     |                                                     |                                                     |                                                     |                                                     |                                                     |  |  |                            |                            |                            |                            |                            |                            |  |  |                                                                          |                                                                          |                                                                          |                                                                          |                                                                          |                                                                          |  |  |                                            |                                            |                                            |                                            |                                                        |                                                        |                                                        |                                                        |                                                         |                                                         |                                                         |                                                         |                                                         |                                                         |           |           |                                                             |                                                             |                                                             |                                                             |                                                             |                                                             |          |          |                                       |                                       |                                                                         |                                                                         |                                                                         |                                                                         |                                                                         |                                                                         |                              |                              |                                         |                                         |                                         |                                         |                                         |                                         |                           |                           |                                          |                                          |                                          |                                          |                                          |                                          |  |  |  |  |  |  |  |  |  |  |  |  |  |  |  |  |  |  |  |  |  |  |  |  |  |  |
|                                                              |                                                              |                                                              |                                                              |                                                              |                                                              |  |  |                                          |                                          |                                          |                                          |                                          |                                          |  |  |                                                     |                                                     |                                                     |                                                     |                                                     |                                                     |  |  |                            |                            |                            |                            |                            |                            |  |  | Giacomo II (inizio Trecento - 1350)                                      | Giacomo II (inizio Trecento - 1350)                                      | Giacomo II (inizio Trecento - 1350)                                      | Giacomo II (inizio Trecento - 1350)                                      | Giacomo II (inizio Trecento - 1350)                                      | Giacomo II (inizio Trecento - 1350)                                      |  |  | Giacomino (prima metà del Trecento - 1372) | Giacomino (prima metà del Trecento - 1372) | Giacomino (prima metà del Trecento - 1372) | Giacomino (prima metà del Trecento - 1372) | Giacomino (prima metà del Trecento - 1372)             | Giacomino (prima metà del Trecento - 1372)             |                                                        |                                                        | Beatrice                                                | Beatrice                                                | Beatrice                                                | Beatrice                                                | Beatrice                                                | Beatrice                                                |           |           | Iselgarda                                                   | Iselgarda                                                   | Iselgarda                                                   | Iselgarda                                                   | Iselgarda                                                   | Iselgarda                                                   |          |          |                                       |                                       | Lieta da Agnese Visconti                                                | Lieta da Agnese Visconti                                                | Lieta da Agnese Visconti                                                | Lieta da Agnese Visconti                                                | Lieta da Agnese Visconti                                                | Lieta da Agnese Visconti                                                |                              |                              |                                         |                                         |                                         |                                         |                                         |                                         |                           |                           |                                          |                                          |                                          |                                          |                                          |                                          |  |  |  |  |  |  |  |  |  |  |  |  |  |  |  |  |  |  |  |  |  |  |  |  |  |  |
|                                                              |                                                              |                                                              |                                                              |                                                              |                                                              |  |  |                                          |                                          |                                          |                                          |                                          |                                          |  |  |                                                     |                                                     |                                                     |                                                     |                                                     |                                                     |  |  |                            |                            |                            |                            |                            |                            |  |  | Giacomo II (inizio Trecento - 1350)                                      | Giacomo II (inizio Trecento - 1350)                                      | Giacomo II (inizio Trecento - 1350)                                      | Giacomo II (inizio Trecento - 1350)                                      | Giacomo II (inizio Trecento - 1350)                                      | Giacomo II (inizio Trecento - 1350)                                      |  |  | Giacomino (prima metà del Trecento - 1372) | Giacomino (prima metà del Trecento - 1372) | Giacomino (prima metà del Trecento - 1372) | Giacomino (prima metà del Trecento - 1372) | Giacomino (prima metà del Trecento - 1372)             | Giacomino (prima metà del Trecento - 1372)             |                                                        |                                                        | Beatrice                                                | Beatrice                                                | Beatrice                                                | Beatrice                                                | Beatrice                                                | Beatrice                                                |           |           | Iselgarda                                                   | Iselgarda                                                   | Iselgarda                                                   | Iselgarda                                                   | Iselgarda                                                   | Iselgarda                                                   |          |          |                                       |                                       | Lieta da Agnese Visconti                                                | Lieta da Agnese Visconti                                                | Lieta da Agnese Visconti                                                | Lieta da Agnese Visconti                                                | Lieta da Agnese Visconti                                                | Lieta da Agnese Visconti                                                |                              |                              |                                         |                                         |                                         |                                         |                                         |                                         |                           |                           |                                          |                                          |                                          |                                          |                                          |                                          |  |  |  |  |  |  |  |  |  |  |  |  |  |  |  |  |  |  |  |  |  |  |  |  |  |  |
|                                                              |                                                              |                                                              |                                                              |                                                              |                                                              |  |  |                                          |                                          |                                          |                                          |                                          |                                          |  |  |                                                     |                                                     |                                                     |                                                     |                                                     |                                                     |  |  |                            |                            |                            |                            |                            |                            |  |  |                                                                          |                                                                          |                                                                          |                                                                          |                                                                          |                                                                          |  |  |                                            |                                            |                                            |                                            |                                                        |                                                        |                                                        |                                                        |                                                         |                                                         |                                                         |                                                         |                                                         |                                                         |           |           |                                                             |                                                             |                                                             |                                                             |                                                             |                                                             |          |          |                                       |                                       |                                                                         |                                                                         |                                                                         |                                                                         |                                                                         |                                                                         |                              |                              |                                         |                                         |                                         |                                         |                                         |                                         |                           |                           |                                          |                                          |                                          |                                          |                                          |                                          |  |  |  |  |  |  |  |  |  |  |  |  |  |  |  |  |  |  |  |  |  |  |  |  |  |  |
|                                                              |                                                              |                                                              |                                                              |                                                              |                                                              |  |  |                                          |                                          |                                          |                                          |                                          |                                          |  |  | Francesco il Vecchio (1325 - 1393) da Lieta Forzatè | Francesco il Vecchio (1325 - 1393) da Lieta Forzatè | Francesco il Vecchio (1325 - 1393) da Lieta Forzatè | Francesco il Vecchio (1325 - 1393) da Lieta Forzatè | Francesco il Vecchio (1325 - 1393) da Lieta Forzatè | Francesco il Vecchio (1325 - 1393) da Lieta Forzatè |  |  | Carrarese da Lieta Forzatè | Carrarese da Lieta Forzatè | Carrarese da Lieta Forzatè | Carrarese da Lieta Forzatè | Carrarese da Lieta Forzatè | Carrarese da Lieta Forzatè |  |  | Margherita da Lieta Forzatè                                              | Margherita da Lieta Forzatè                                              | Margherita da Lieta Forzatè                                              | Margherita da Lieta Forzatè                                              | Margherita da Lieta Forzatè                                              | Margherita da Lieta Forzatè                                              |  |  | Gigliola da Lieta Forzatè                  | Gigliola da Lieta Forzatè                  | Gigliola da Lieta Forzatè                  | Gigliola da Lieta Forzatè                  | Gigliola da Lieta Forzatè                              | Gigliola da Lieta Forzatè                              |                                                        |                                                        | Marsilio (anni 1330 - post 1379) da Costanza da Polenta | Marsilio (anni 1330 - post 1379) da Costanza da Polenta | Marsilio (anni 1330 - post 1379) da Costanza da Polenta | Marsilio (anni 1330 - post 1379) da Costanza da Polenta | Marsilio (anni 1330 - post 1379) da Costanza da Polenta | Marsilio (anni 1330 - post 1379) da Costanza da Polenta |           |           | Nicolò da Costanza da Polenta                               | Nicolò da Costanza da Polenta                               | Nicolò da Costanza da Polenta                               | Nicolò da Costanza da Polenta                               | Nicolò da Costanza da Polenta                               | Nicolò da Costanza da Polenta                               |          |          | Ubertino Carlo da Costanza da Polenta | Ubertino Carlo da Costanza da Polenta | Ubertino Carlo da Costanza da Polenta                                   | Ubertino Carlo da Costanza da Polenta                                   | Ubertino Carlo da Costanza da Polenta                                   | Ubertino Carlo da Costanza da Polenta                                   |                                                                         |                                                                         | Lieta da Costanza da Polenta | Lieta da Costanza da Polenta | Lieta da Costanza da Polenta            | Lieta da Costanza da Polenta            | Lieta da Costanza da Polenta            | Lieta da Costanza da Polenta            |                                         |                                         | Bonifacio figlio naturale | Bonifacio figlio naturale | Bonifacio figlio naturale                | Bonifacio figlio naturale                | Bonifacio figlio naturale                | Bonifacio figlio naturale                |                                          |                                          |  |  |  |  |  |  |  |  |  |  |  |  |  |  |  |  |  |  |  |  |  |  |  |  |  |  |
|                                                              |                                                              |                                                              |                                                              |                                                              |                                                              |  |  |                                          |                                          |                                          |                                          |                                          |                                          |  |  | Francesco il Vecchio (1325 - 1393) da Lieta Forzatè | Francesco il Vecchio (1325 - 1393) da Lieta Forzatè | Francesco il Vecchio (1325 - 1393) da Lieta Forzatè | Francesco il Vecchio (1325 - 1393) da Lieta Forzatè | Francesco il Vecchio (1325 - 1393) da Lieta Forzatè | Francesco il Vecchio (1325 - 1393) da Lieta Forzatè |  |  | Carrarese da Lieta Forzatè | Carrarese da Lieta Forzatè | Carrarese da Lieta Forzatè | Carrarese da Lieta Forzatè | Carrarese da Lieta Forzatè | Carrarese da Lieta Forzatè |  |  | Margherita da Lieta Forzatè                                              | Margherita da Lieta Forzatè                                              | Margherita da Lieta Forzatè                                              | Margherita da Lieta Forzatè                                              | Margherita da Lieta Forzatè                                              | Margherita da Lieta Forzatè                                              |  |  | Gigliola da Lieta Forzatè                  | Gigliola da Lieta Forzatè                  | Gigliola da Lieta Forzatè                  | Gigliola da Lieta Forzatè                  | Gigliola da Lieta Forzatè                              | Gigliola da Lieta Forzatè                              |                                                        |                                                        | Marsilio (anni 1330 - post 1379) da Costanza da Polenta | Marsilio (anni 1330 - post 1379) da Costanza da Polenta | Marsilio (anni 1330 - post 1379) da Costanza da Polenta | Marsilio (anni 1330 - post 1379) da Costanza da Polenta | Marsilio (anni 1330 - post 1379) da Costanza da Polenta | Marsilio (anni 1330 - post 1379) da Costanza da Polenta |           |           | Nicolò da Costanza da Polenta                               | Nicolò da Costanza da Polenta                               | Nicolò da Costanza da Polenta                               | Nicolò da Costanza da Polenta                               | Nicolò da Costanza da Polenta                               | Nicolò da Costanza da Polenta                               |          |          | Ubertino Carlo da Costanza da Polenta | Ubertino Carlo da Costanza da Polenta | Ubertino Carlo da Costanza da Polenta                                   | Ubertino Carlo da Costanza da Polenta                                   | Ubertino Carlo da Costanza da Polenta                                   | Ubertino Carlo da Costanza da Polenta                                   |                                                                         |                                                                         | Lieta da Costanza da Polenta | Lieta da Costanza da Polenta | Lieta da Costanza da Polenta            | Lieta da Costanza da Polenta            | Lieta da Costanza da Polenta            | Lieta da Costanza da Polenta            |                                         |                                         | Bonifacio figlio naturale | Bonifacio figlio naturale | Bonifacio figlio naturale                | Bonifacio figlio naturale                | Bonifacio figlio naturale                | Bonifacio figlio naturale                |                                          |                                          |  |  |  |  |  |  |  |  |  |  |  |  |  |  |  |  |  |  |  |  |  |  |  |  |  |  |
|                                                              |                                                              |                                                              |                                                              |                                                              |                                                              |  |  |                                          |                                          |                                          |                                          |                                          |                                          |  |  |                                                     |                                                     |                                                     |                                                     |                                                     |                                                     |  |  |                            |                            |                            |                            |                            |                            |  |  |                                                                          |                                                                          |                                                                          |                                                                          |                                                                          |                                                                          |  |  |                                            |                                            |                                            |                                            |                                                        |                                                        |                                                        |                                                        |                                                         |                                                         |                                                         |                                                         |                                                         |                                                         |           |           |                                                             |                                                             |                                                             |                                                             |                                                             |                                                             |          |          |                                       |                                       |                                                                         |                                                                         |                                                                         |                                                                         |                                                                         |                                                                         |                              |                              |                                         |                                         |                                         |                                         |                                         |                                         |                           |                           |                                          |                                          |                                          |                                          |                                          |                                          |  |  |  |  |  |  |  |  |  |  |  |  |  |  |  |  |  |  |  |  |  |  |  |  |  |  |
|                                                              |                                                              |                                                              |                                                              |                                                              |                                                              |  |  |                                          |                                          |                                          |                                          |                                          |                                          |  |  | Francesco Novello (1359 - 1406) da Fina Buzzacarini | Francesco Novello (1359 - 1406) da Fina Buzzacarini | Francesco Novello (1359 - 1406) da Fina Buzzacarini | Francesco Novello (1359 - 1406) da Fina Buzzacarini | Francesco Novello (1359 - 1406) da Fina Buzzacarini | Francesco Novello (1359 - 1406) da Fina Buzzacarini |  |  |                            |                            |                            |                            |                            |                            |  |  | Conte (metà del Trecento - 1421/22) figlio naturale, da Giustina Maconia | Conte (metà del Trecento - 1421/22) figlio naturale, da Giustina Maconia | Conte (metà del Trecento - 1421/22) figlio naturale, da Giustina Maconia | Conte (metà del Trecento - 1421/22) figlio naturale, da Giustina Maconia | Conte (metà del Trecento - 1421/22) figlio naturale, da Giustina Maconia | Conte (metà del Trecento - 1421/22) figlio naturale, da Giustina Maconia |  |  |                                            |                                            |                                            |                                            |                                                        |                                                        |                                                        |                                                        | Stefano figlio naturale                                 | Stefano figlio naturale                                 | Stefano figlio naturale                                 | Stefano figlio naturale                                 | Stefano figlio naturale                                 | Stefano figlio naturale                                 |           |           |                                                             |                                                             |                                                             |                                                             |                                                             |                                                             |          |          |                                       |                                       |                                                                         |                                                                         |                                                                         |                                                                         |                                                                         |                                                                         |                              |                              |                                         |                                         |                                         |                                         |                                         |                                         |                           |                           |                                          |                                          |                                          |                                          |                                          |                                          |  |  |  |  |  |  |  |  |  |  |  |  |  |  |  |  |  |  |  |  |  |  |  |  |  |  |
|                                                              |                                                              |                                                              |                                                              |                                                              |                                                              |  |  |                                          |                                          |                                          |                                          |                                          |                                          |  |  | Francesco Novello (1359 - 1406) da Fina Buzzacarini | Francesco Novello (1359 - 1406) da Fina Buzzacarini | Francesco Novello (1359 - 1406) da Fina Buzzacarini | Francesco Novello (1359 - 1406) da Fina Buzzacarini | Francesco Novello (1359 - 1406) da Fina Buzzacarini | Francesco Novello (1359 - 1406) da Fina Buzzacarini |  |  |                            |                            |                            |                            |                            |                            |  |  | Conte (metà del Trecento - 1421/22) figlio naturale, da Giustina Maconia | Conte (metà del Trecento - 1421/22) figlio naturale, da Giustina Maconia | Conte (metà del Trecento - 1421/22) figlio naturale, da Giustina Maconia | Conte (metà del Trecento - 1421/22) figlio naturale, da Giustina Maconia | Conte (metà del Trecento - 1421/22) figlio naturale, da Giustina Maconia | Conte (metà del Trecento - 1421/22) figlio naturale, da Giustina Maconia |  |  |                                            |                                            |                                            |                                            |                                                        |                                                        |                                                        |                                                        | Stefano figlio naturale                                 | Stefano figlio naturale                                 | Stefano figlio naturale                                 | Stefano figlio naturale                                 | Stefano figlio naturale                                 | Stefano figlio naturale                                 |           |           |                                                             |                                                             |                                                             |                                                             |                                                             |                                                             |          |          |                                       |                                       |                                                                         |                                                                         |                                                                         |                                                                         |                                                                         |                                                                         |                              |                              |                                         |                                         |                                         |                                         |                                         |                                         |                           |                           |                                          |                                          |                                          |                                          |                                          |                                          |  |  |  |  |  |  |  |  |  |  |  |  |  |  |  |  |  |  |  |  |  |  |  |  |  |  |
|                                                              |                                                              |                                                              |                                                              |                                                              |                                                              |  |  |                                          |                                          |                                          |                                          |                                          |                                          |  |  |                                                     |                                                     |                                                     |                                                     |                                                     |                                                     |  |  |                            |                            |                            |                            |                            |                            |  |  |                                                                          |                                                                          |                                                                          |                                                                          |                                                                          |                                                                          |  |  |                                            |                                            |                                            |                                            |                                                        |                                                        |                                                        |                                                        |                                                         |                                                         |                                                         |                                                         |                                                         |                                                         |           |           |                                                             |                                                             |                                                             |                                                             |                                                             |                                                             |          |          |                                       |                                       |                                                                         |                                                                         |                                                                         |                                                                         |                                                                         |                                                                         |                              |                              |                                         |                                         |                                         |                                         |                                         |                                         |                           |                           |                                          |                                          |                                          |                                          |                                          |                                          |  |  |  |  |  |  |  |  |  |  |  |  |  |  |  |  |  |  |  |  |  |  |  |  |  |  |
| Marsilio (seconda metà del Trecento - 1435) da Taddea d'Este | Marsilio (seconda metà del Trecento - 1435) da Taddea d'Este | Marsilio (seconda metà del Trecento - 1435) da Taddea d'Este | Marsilio (seconda metà del Trecento - 1435) da Taddea d'Este | Marsilio (seconda metà del Trecento - 1435) da Taddea d'Este | Marsilio (seconda metà del Trecento - 1435) da Taddea d'Este |  |  | Francesco (1383 - 1406) da Taddea d'Este | Francesco (1383 - 1406) da Taddea d'Este | Francesco (1383 - 1406) da Taddea d'Este | Francesco (1383 - 1406) da Taddea d'Este | Francesco (1383 - 1406) da Taddea d'Este | Francesco (1383 - 1406) da Taddea d'Este |  |  | Ubertino (? - 1407) figlio naturale                 | Ubertino (? - 1407) figlio naturale                 | Ubertino (? - 1407) figlio naturale                 | Ubertino (? - 1407) figlio naturale                 | Ubertino (? - 1407) figlio naturale                 | Ubertino (? - 1407) figlio naturale                 |  |  | Giacomo                    | Giacomo                    | Giacomo                    | Giacomo                    | Giacomo                    | Giacomo                    |  |  | Obizzo (? - post 1439)                                                   | Obizzo (? - post 1439)                                                   | Obizzo (? - post 1439)                                                   | Obizzo (? - post 1439)                                                   | Obizzo (? - post 1439)                                                   | Obizzo (? - post 1439)                                                   |  |  | Ardizzone                                  | Ardizzone                                  | Ardizzone                                  | Ardizzone                                  | Ardizzone                                              | Ardizzone                                              |                                                        |                                                        |                                                         |                                                         |                                                         |                                                         |                                                         |                                                         |           |           |                                                             |                                                             |                                                             |                                                             |                                                             |                                                             |          |          |                                       |                                       |                                                                         |                                                                         |                                                                         |                                                                         |                                                                         |                                                                         |                              |                              |                                         |                                         |                                         |                                         |                                         |                                         |                           |                           |                                          |                                          |                                          |                                          |                                          |                                          |  |  |  |  |  |  |  |  |  |  |  |  |  |  |  |  |  |  |  |  |  |  |  |  |  |  |